# Venera Lumani
Venera Lumani, född 16 juni 1991 i Struga i Makedonien, är en albansk sångerska som vann den andra upplagan av The Voice of Albania år 2013.
2012 sökte Lumani till The Voice of Albania och hon blev utvald av juryn att delta varefter hon valde Sidrit Bejleri som coach. I slutändan stod Lumani som den andra segraren i tävlingens historia. I början av november 2013 meddelades det att Lumani kom att delta i Festivali i Këngës 52, Albaniens uttagning till Eurovision Song Contest 2014. Hon framförde i en duett tillsammans med Lind Islami med titeln "Natë e parë". I finalen fick de 37 poäng varav 3 tior vilket räckte till att sluta på 4:e plats av 16 deltagare.
För andra året i rad kommer hon att delta i Festivali i Këngës då hon ställer upp i Festivali i Këngës 53. Hon deltar som soloartist med låten "Dua të jetoj" som skrivits av Big Basta med musik av Endrit Shani.